# Kucsance
Kucsance (régi magyar neve Kusánc, horvátul: Kućanci Đakovački, 1900-ig Kućanci) falu Horvátországban, Eszék-Baranya megyében. Közigazgatásilag Drenyéhez tartozik.

## Fekvése
Eszéktől légvonalban 34, közúton 54 km-re délnyugatra, Diakovártól légvonalban 10, közúton 12 km-re északnyugatra, Szlavónia középső részén, a Szlavóniai-síkság szélén, a Krndija-hegység délkeleti lejtői alatt, a Karašica-patak mentén, Gara és Drenye között fekszik.

## Története
A települést 1428-ban említik először „Kwsancz” alakban. Névna várának tartozéka volt. 
 A török 1536-ban szállta meg ezt a területet. A török uralom idején a diakovári szpáhiluk része volt. A megritkult lakosság pótlására Boszniából pravoszláv vlachokat telepítettek be. Utolsó török birtokosa Hasszán bég volt. A török kiűzése után öt lakott házat számláltak a településen, melyek közül ötben már pravoszlávok laktak. A 18. század közepéig a lakosság száma nem emelkedett számottevően.
Az első katonai felmérés térképén „Kucsancze” néven található. Lipszky János 1808-ban Budán kiadott repertóriumában „Kuchancze” néven szerepel. Nagy Lajos 1829-ben kiadott művében „Kucsancze” néven 26 házzal, 52 katolikus és 102 ortodox vallású lakossal találjuk. A 19. század második felében 1870 és 1890 között Bácskából német és magyar családok települtek be.
A településnek 1857-ben 186, 1910-ben 267 lakosa volt. Verőce vármegye Diakovári járásának része volt. Az 1910-es népszámlálás adatai szerint lakosságának 39%-a szerb, 28%-a magyar, 24%-a horvát, 6%-a német anyanyelvű volt. Az első világháború után 1918-ban az új szerb-horvát-szlovén állam, majd később (1929-ben) Jugoszlávia része lett. A partizánok 1944-ben elüldözték a német és magyar lakosságot, a helyükre a háború után horvátok települtek. 1991-től a független Horvátországhoz tartozik. 1991-ben lakosságának 65%-a horvát, 29%-a szerb nemzetiségű volt. 2011-ben a falunak 148 lakosa volt.

## Lakossága
| Lakosság változása | Lakosság változása | Lakosság változása | Lakosság változása | Lakosság változása | Lakosság változása | Lakosság változása | Lakosság változása | Lakosság változása | Lakosság változása | Lakosság változása | Lakosság változása | Lakosság változása | Lakosság változása | Lakosság változása | Lakosság változása |
| ------------------ | ------------------ | ------------------ | ------------------ | ------------------ | ------------------ | ------------------ | ------------------ | ------------------ | ------------------ | ------------------ | ------------------ | ------------------ | ------------------ | ------------------ | ------------------ |
| 1857               | 1869               | 1880               | 1890               | 1900               | 1910               | 1921               | 1931               | 1948               | 1953               | 1961               | 1971               | 1981               | 1991               | 2001               | 2011               |
| 186                | 212                | 148                | 197                | 343                | 267                | 321                | 323                | 332                | 346                | 338                | 302                | 253                | 214                | 177                | 148                |

## Nevezetességei
Nepomuki Szent János tiszteletére szentelt római katolikus temploma 1922-ben épült, a drenyei plébánia filiája.

## Oktatás
A településen drenyei elemi iskola alsó tagozatos területi iskolája működik.

## Sport
Az NK Kućanci Kućanci Đakovački labdarúgóklubot 2006-ban alapították. A csapat a megyei 3. ligában szerepel.

## Egyesületek
DVD Kućanci Đakovački önkéntes tűzoltóegylet.